# 계원예술대학교
계원예술대학교(Kaywon University of Art and Design)는 대한민국 경기도 의왕시에 있는 전문대학이다. 학교법인은 계원학원이며, 설립자는 전락원이다.

## 개요
1990년 계원조형예술학교로 설립 인가를 받았으며 1994년 국제독립미술대학연합 AIAS에 가입하였고 1998년 계원조형예술대학으로 개편된 이후 2008년 계원디자인예술대학, 2012년 계원예술대학교로 교명을 변경하였다.
예술, 디자인 교육 특성화 대학으로서 5개 계열(16개 학과), 1개 학부 - 2,3년제 전문학사 과정 및 4년제 학사학위 전공심화과정으로 운영되고 있다.
부속기관으로는 정보센터, 도서관, 학보사, 교수학습지원센터 및 국제교육원, 학교기업이 있으며 그외 평생교육원 및 산학협력단 등이 있다. 부설 연구소로 계원예술공학연구소가 있다.

## 연혁
- 1979.04. 학교법인 계원학원 설립인가
- 1990.12 계원조형예술학교 설립계획 승인
- 1993.03 계원조형예술학교' 초대 학장 강영진 박사 취임
- 1995.12. 계원조형예술전문대학으로 개편
- 1996.11. 학과(전공) 신설 및 개편 (6개학과 및 13개전공, 입학정원 1,120명)
- 1998.05. 계원조형예술대학으로 교명 변경
- 2008.09. 계원디자인예술대학으로 교명변경
- 2012.03. 계원예술대학교로 교명변경
- 2018년 : 교육부 대학기본역량진단평가 결과 역량강화대학 선정 및 조건부 일반재정지원[1]

## 개설학과

### 전문학사과정
- Arts 계열
  - 공간연출과
  - 사진예술과
  - 순수미술과
  - 융합예술과과

- Communication 계열
  - 광고브랜드디자인과
  - 시각디자인과

- Media & Technology 계열
  - 게임미디어과
  - 디지털미디어디자인과
  - 영상디자인과
  - 애니메이션과

- Lifestyle 계열
  - 리빙가구디자인과
  - 스마트프로덕트디자인과
  - 플라워디자인과

- Space 계열'
  - 건축디자인과
  - 실내건축디자인과
  - 전시콘텐츠디자인과

#### 미래디자인학부
(스페이스아트앤테크놀로지전공, VR콘텐츠디자인전공)

### 학사학위 전공심화과정
- 공간연출학과
- 순수미술학과
- 융합예술학과
- 애니메이션학과
- 건축인테리어디자인학과
- 전시콘텐츠디자인학과
- 광고브랜드디자인학과
- 시각디자인학과
- 디지털미디어디자인학과
- 스마트프로덕트디자인학과

## 학교법인 산하기관
- 계원예술중학교
- 계원예술고등학교